# Болдуин, Дэниел
Дэ́ниел Бо́лдуин (англ. Daniel Baldwin, род. 5 октября 1960, Массапекуа, Нью-Йорк) — американский киноактёр.

## Биография
Дэниел Лерой Болдуин родился 5 октября 1960 года в Массапекуа, Нью-Йорк, США. Он является вторым по старшинству из четырёх братьев Болдуин, которые так же являются актёрами по профессии (другие трое — Алек, Стивен и Уильям). Также имеет старшую и младшую сестру. В 1979 году Дэниел окончил среднюю школу Альфреда Вернера.
Дебютировал в кино в 1988 году. Дэниел наиболее известен своей ролью детектива Бо Фелтона в популярном сериале на телеканале NBC «Убойный отдел». Среди других фильмов с его участием кинокритики выделяют «Одинокое правосудие» (1992), «Скала Малхолланд» (1996), «Вампиры» (1998), «Проект „Пандора“» (1998), «Украсть Кэнди» (2002), «Папарацци» (2004) и «Серые сады» (2009). За свою кинокарьеру Дэниел снялся более чем в 120 фильмах и телесериалах.

## Личная жизнь
Дэниел был трижды женат — с 1984 по 1985 год на Шерил Болдуин, от которой имеет дочь Кали (р. 1985); с 1990 по 1996 год — на Элизабет Болдуин, от которой также имеет дочь Александру Элизабет (р. 1994). С 1995 по 2005 год жил в гражданском браке с актрисой Изабеллой Хофман, от которой имеет сына Аттикуса (р. 13.07.1996). С июля 2007 года женат на Джоанн Смит-Болдуин, с которой воспитывает двух дочерей — Эвис Энн (р. 17 января 2008) и Финли Рэй Мартино (р. 7 августа 2009).

## Фильмография
- 1988 — Too Good to Be True — Лейф
- 1989 — Рождённый четвёртого июля — ветеринар № 1 — Демократическая конвенция
- 1990 — Сидней — Чизи (13 эпизодов)
- 1991 — Харли Дэвидсон и Ковбой Мальборо — Александер
- 1991 — Одни неприятности — дилер № 1 (Арти)
- 1992 — Ход конём — детектив Энди Вагнер
- 1992 — Одинокое правосудие — Нед Блессинг
- 1993—1995 — Убойный отдел — Бо Фелтон (33 эпизода)
- 1993 — Нападение гигантской женщины — Гарри Арчер
- 1994 — Патрульная машина 54 — Дон Мотти
- 1994 - The Shadow (Тень) - Мистер Крэнгстон
- 1995 — Семья полицейских
- 1994 -  Смерть на виду
- 1996 — Извращённая страсть — Уильям Стентон
- 1996 — Скала Малхолланд — Маккаферти
- 1996 — Вчерашняя мишень
- 1998 — Вампиры — Энтони Монтойя
- 1998 — Проект «Пандора» — капитан Джон Лейси
- 1998 — Внешние границы
- 1998 — Патрульная машина 54
- 1998 — На границе
- 1998 — Миссия в космосе
- 1999 — Рейд возмездия — капитан Мёрфи
- 2000 — Феникс
- 2000 — Тёмные воды
- 2000 — Смертельный рейс
- 2000 — Захватчики
- 2001 — Погоня
- 2001 — Туннель
- 2001 — Дикий гризли
- 2002 — Гром в пустыне
- 2002 — Голый свидетель
- 2003 — Украсть красотку
- 2003 — У края воды
- 2004 — Пророчество древних воинов
- 2004 — Наслаждения
- 2004 — Король муравьёв — Рэй Мэтьюс
- 2004 — Ирландский квартал
- 2004 — Папарацци — Уэнделл Строкс
- 2005 — Месть по-голливудски
- 2005 — Семья в осаде
- 2005 — Ищейка
- 2005 — Улицы греха
- 2005 — Пляжная вечеринка на пороге Ада
- 2005 — Заткнись и стреляй!
- 2005 — Наши отцы
- 2005 — Друг
- 2006 — Я буду там с тобой
- 2006 — Последний ход
- 2007 — Дьявольское домино
- 2007 — Мула
- 2008 — Маленький дьяволёнок
- 2008 — Darker Reality
- 2008 — Born of Earth
- 2009 — Тёмное сердце
- 2009 — Adventures of Belvis Bash
- 2009 — Девять в списке мёртвых
- 2009 — Детектив Раш — Мо Китчнер (7 эпизодов)
- 2009 — Серые сады — Джулиус Краг
- 2010 — Removed
- 2010 — Правда
- 2010 — Смерть и кремация
- 2010 — Double Tap: Rewind
- 2010 — Mission Park
- 2010 — 1 минуту
- 2010 — Ashley’s Ashes
- 2011 — Гримм
- 2011 — Стриперлэнд
- 2011 — Количество клеток
- 2011 — Оба: Последний самурай
- 2011 — Рождество с большой буквы
- 2013 — Мозаика
- 2013—2015 — Гавайи 5.0 — Пол Делано (2 эпизода)
- 2017 — The Neighborhood
- 2018 — Поцелуй смерти
- 2018 — Воришка шуток
- 2019 — Гибрид
- 2020 — Время покурить: Мэри и Джейн